# Buhoodle
Buhoodle (o Buuhoodle) è un centro abitato della Somalia, situato nella regione del Tug Dair.